# Ізотопи гелію
Відомо дев'ять ізотопів гелію (2He) (стандартна атомна маса: 4,002602(2)), але стабільними є лише гелій-3 (3He) і гелій-4 (4He). Усі радіоізотопи короткоживучі; найдовший період напіврозпаду має 6He — 806,92(24) мілісекунди. Найменш стабільним є 10He з періодом напіврозпаду 260(40) йоктосекунд (2,6(4) · 10−22 с), хоча не виключено, що 2He (діпротон) може мати ще коротший період напіврозпаду.
Співвідношення 3He до 4He в атмосфері Землі становить 1,343(13) · 10−6, проте ізотопний склад гелію сильно варіюється залежно від його походження. У Місцевій міжзоряній хмарі відношення 3He до 4He становить 1,62(29) · 10−4, що в 121(22) раз перевищує це відношення для атмосферного гелію. У гірських породах земної кори співвідношення ізотопів може змінюватися в десятки разів; ця особливість використовується в геології для дослідження походження гірських порід і складу мантії Землі. Різні процеси утворення двох стабільних ізотопів гелію зумовлюють різний вміст його ізотопів у земній корі.
Рівномірна суміш рідких ізотопів 3He і 4He при температурі нижче 0,8 K розділяються на дві незмішувані фази через відмінності у квантовій статистиці: атоми 4He є бозонами, а атоми 3He — ферміонами. У рефрижераторах розчинення незмішуваність цих двох ізотопів використовується для досягнення температур у кілька мілікельвінів.

## Таблиця ізотопів гелію
| Символ нукліда | Z(p)              | N(n)              | Масса ізотопу (а. о. м.) | Період напіврозпаду (T1/2)               | Шлях розпаду                   | Продукт розпаду | Спін і парність ядра | Поширеність ізотопу в природі | Діапазон зміни ізотопної поширеності в природі |
| Символ нукліда | Енергія збудження | Енергія збудження | Енергія збудження        | Період напіврозпаду (T1/2)               | Шлях розпаду                   | Продукт розпаду | Спін і парність ядра | Поширеність ізотопу в природі | Діапазон зміни ізотопної поширеності в природі |
| -------------- | ----------------- | ----------------- | ------------------------ | ---------------------------------------- | ------------------------------ | --------------- | -------------------- | ----------------------------- | ---------------------------------------------- |
| 2He            | 2                 | 0                 | 2,015894 ± (2)           | < 10−9 с                                 | p (>99,99 %)                   | 2 1H            | 0+#                  |                               |                                                |
| 2He            | 2                 | 0                 | 2,015894 ± (2)           | < 10−9 с                                 | β+ (<0,01 %)                   | 2H              | 0+#                  |                               |                                                |
| 3He            | 2                 | 1                 | 3,016029321967 ± (60)    | Стабільний                               | Стабільний                     | Стабільний      | 1/2+                 | 0,000002 ± (2)                | [4,6·10−10, 0,000041]                          |
| 4He            | 2                 | 2                 | 4,002603254130 ± (158)   | Стабільний                               | Стабільний                     | Стабільний      | 0+                   | 0,999998 ± (2)                | [0,999959, 1,000000]                           |
| 5He            | 2                 | 3                 | 5,012057 ± (21)          | (602 ± (22))·10−24 с [759 ± (28) кэВ]    | n                              | 4He             | 3/2−                 |                               |                                                |
| 6He            | 2                 | 4                 | 6,01888589 ± (6)         | 806,92 ± (24) мс                         | β− (99,999722 ± (18)%)         | 6Li             | 0+                   |                               |                                                |
| 6He            | 2                 | 4                 | 6,01888589 ± (6)         | 806,92 ± (24) мс                         | β−, ділення (0,000278 ± (18)%) | 4He, 2H         | 0+                   |                               |                                                |
| 7He            | 2                 | 5                 | 7,027991 ± (8)           | (2,51 ± (7))·10−21 с [181,9 ± (5,1) кэВ] | n                              | 6He             | (3/2)−               |                               |                                                |
| 8He            | 2                 | 6                 | 8,03393439 ± (10)        | 119,5 ± (1,5) мс                         | β− (83,1 ± (1,0)%)             | 8Li             | 0+                   |                               |                                                |
| 8He            | 2                 | 6                 | 8,03393439 ± (10)        | 119,5 ± (1,5) мс                         | β−n (16 ± (1)%)                | 7Li             | 0+                   |                               |                                                |
| 8He            | 2                 | 6                 | 8,03393439 ± (10)        | 119,5 ± (1,5) мс                         | β−t, ділення (0,9 ± (1)%)      | 5He, 3H         | 0+                   |                               |                                                |
| 9He            | 2                 | 7                 | 9,043950 ± (50)          | (2,5 ± (2,3))·10−21 с                    | n                              | 8He             | 1/2(+)               |                               |                                                |
| 10He           | 2                 | 8                 | 10,05282 ± (10)          | (260 ± (40))·10−24 с [1,8 ± (3) МэВ]     | 2n                             | 8He             | 0+                   |                               |                                                |

### Пояснення до таблиці
- Похибка (1σ) наведена у вигляді числа в дужках, вираженого в одиницях останньої значущої цифри, що означає одне стандартне відхилення (за винятком поширеності та стандартної атомної маси ізотопу за даними IUPAC, для яких використовується складніше визначення похибки). Приклади: 29770,6 (5) означає 29770,6 ± 0,5; 21,48 (15) означає 21,48 ± 0,15; −2200,2 (18) означає -2200,2 ± 1,8.
- Шлях розпаду:
p — протонний розпад
n — нейтронний розпад
β+ — позитронний розпад
β− — бета-розпад (випромінювання електрона)
t — випромінювання ядра тритію.
- Жирним позначено стабільні продукти розпаду.
- Значення, позначені решіткою (#), отримані не лише з експериментальних даних, а й принаймні частково з трендів сусідніх нуклідів (TNN).